# 波内里旺
波内里旺（法語：Ponérihouen，發音：[pɔneʁiwɛ̃] ⓘ）是法国海外特殊集体新喀里多尼亞北部省的市镇，面积707.3平方千米，2019年1月1日人口为2,420人。

## 地理
波内里旺（21°5'0"S, 165°24'0"E）面积707.3平方千米，位于法国海外特殊集体新喀里多尼亞。
与波内里旺接壤的市镇（或旧市镇、城区）包括：瓦伊卢、普安迪米耶、普恩布特、波亚。
波内里旺的时区为UTC+11:00。

## 行政
波内里旺的邮政编码为98823，INSEE市镇编码为98823。

## 政治
波内里旺的现任市长为皮埃尔·沙内尔·图图戈罗（Pierre Chanel Tutugoro）先生，任期为2020-2026年。

## 人口
波内里旺于2019年1月1日时的人口数量为2420人。